# ستالينية جديدة
الستالينية الجديدة (بالروسية: Неосталинизм)‏ هو مبدأ تعزيز وجهات النظر الإيجابية لدور جوزيف ستالين في التاريخ، وإعادة التأسيس الجزئي لسياساته بشأن بعض القضايا والحنين إلى فترته. إذ تتداخل الستالينية الجديدة بشكل كبير مع السوفييتية الجديدة والحنين السوفييتي. وقد جرى تقديم تعريفات مختلفة للمصطلح على مر السنين.

## تعريفات
وفقًا للمؤرخ روي ميدفيديف، يصف المصطلح إعادة تأهيل نظام جوزيف ستالين، والتماثل معه والنظام السياسي المرتبط به، والحنين إلى الفترة الستالينية في تاريخ روسيا، واستعادة السياسات الستالينية والعودة إلى الإرهاب الإداري في الفترة الستالينية مع تجنب بعض أسوأ التجاوزات. ووفقًا للأمين العام السابق للحزب الشيوعي للاتحاد السوفيتي ميخائيل جورباتشوف، فإن المصطلح يشير إلى دولة ستالينية معتدلة دون قمع واسع النطاق، ولكن مع اضطهاد المعارضين السياسيين والسيطرة الكاملة على جميع الأنشطة السياسية في البلاد.
استخدم التروتسكي الأمريكي هال دريبر «الستالينية الجديدة» في عام 1948 للإشارة إلى إيديولوجية سياسية جديدة -تطور جديد في السياسة السوفيتية، والتي عرّفها على أنها اتجاه رجعي ارتبطت بدايته بفترة الجبهة الشعبية في منتصف الثلاثينيات، إذ كتب: «إن إيديولوجيي الستالينية الجديدة هم مجرد محالق أطلقتها الظواهر (الفاشية والستالينية) تحدد الشكل الاجتماعي والسياسي للبربرية الجديدة».
يصور الفيلسوف فريدريك كوبليستون الستالينية الجديدة على أنها «تركيز سلافوفيلي على روسيا وتاريخها»، قائلاً إن «ما يسمى بالستالينية الجديدة ليس تعبيرًا حصريًا عن الرغبة في السيطرة والهيمنة والقمع والفرسان؛ كذلك يعد تعبيراً عن الرغبة في أن تتجنب روسيا، في أثناء الاستفادة من العلوم والتكنولوجيا الغربية، التلوث من المواقف الغربية» المنحطة«وأن تتبع طريقها الخاص».
يعد عالم الجغرافيا السياسية دينيس شو الاتحاد السوفيتي ستالينيًا جديدًا حتى فترة ما بعد 1985 من الانتقال إلى الرأسمالية. إذ حدد الستالينية الجديدة كنظام سياسي مع اقتصاد مخطط ومجمع صناعي عسكري متطور للغاية.
خلال الستينيات، ميزت وكالة المخابرات المركزية بين الستالينية والستالينية الجديدة في أن "القادة السوفييت لم يرتدوا إلى نقيضين من حكم ستالين –دكتاتورية الرجل الواحد والإرهاب الجماعي. ولهذا السبب، فإن السياسة تستحق تسمية "ستاليني جديد" بدلاً من "ستالينست".
وصفت كاترينا كلارك، التي وصفت تيارًا مناهضًا لخروتشوف ومؤيدًا لستالين في عالم الأدب السوفيتي خلال الستينيات، أعمال الكتاب «الستالينيين الجدد» بأنها تعود إلى «حقبة ستالين وقادتها،  الوحدة والحكم الراسخ والشرف الوطني».

### فيما يتعلق بالستالينية ومناهضة الستالينية
في دراسة إعادة النظر للستالينية، يناقش المؤرخ هنري رايشمان وجهات نظر مختلفة ومتطورة حول استخدام مصطلح «الستالينية»، قائلاً: «في الاستخدام العلمي، توصف الستالينية هنا كحركة، أي أن هناك نظامًا اقتصاديًا أو سياسيًا أو اجتماعيًا، يُعد في مكان آخر نوعًا من الممارسة السياسية أو نظام المعتقدات».
يشير رايشمان إلى عمل المؤرخ ستيفن كوهين في إعادة تقييم التاريخ السوفييتي بعد ستالين على أنه «توتر مستمر بين الإصلاحيين المناهضين للستالينية والمحافظة الستالينية الجديدة»، ملاحظًا أن مثل هذا التوصيف يتطلب تعريفًا «متماسكًا» للستالينية – التي يترك كوهين سماتها الأساسية غير محددة.

## الدول الستالينية الجديدة المزعومة
صنف المؤرخون وعلماء السياسة النظام في رومانيا تحت حكم نيكولاي تشوسيسكو (1965-1989) على أنه ستاليني جديد.
وقد وصف الزعيم الشيوعي الألباني أنور خوجة نفسه بأنه ستاليني جديد إذ حملت إيديولوجيته الشيوعية أيضًا بعض العناصر الستالينية.
بعد وفاة ستالين، استنكر خوجة خليفة ستالين نيكيتا خروتشوف واتهمه بالتحريفية التي تسببت في انسحاب ألبانيا من معاهدة وارسو. ووُصف نظام خلق في أفغانستان (أبريل 1978 – ديسمبر 1979) بأنه ستاليني جديد. إذ صدمت سياساته البلاد وساهمت في اندلاع الحرب السوفيتية الأفغانية.
كما وصفت المصادر الغربية دولة كوريا الشمالية بأنها دولة ستالينية جديدة، والتي تبنت الماركسية اللينينية المعدلة إلى فكر الجوتشي باعتبارها الإيديولوجية الرسمية في السبعينيات، مع إلغاء الإشارات إلى الماركسية اللينينية تمامًا من دستور الدولة المعدل في 1992. وتصف بعض الجماعات الاشتراكية مثل التحالف التروتسكي والذي وجد من أجل حرية العمال الصين الحديثة بأنها «ستالينية جديدة».
وبحلول نهاية القرن العشرين وبداية القرن الحادي والعشرين، كان نظام صفرمراد نيازوف غير الشيوعي في تركمانستان يُعتبر أحيانًا نظامًا ستالينيًا جديدًا، خاصة فيما يتعلق بعبادة الشخصية. كما وُصف النظام الاستبدادي غير الشيوعي لإسلام كريموف في أوزبكستان من 1989 إلى 2016 بأنه نظام «ستاليني جديد».

## الاتحاد السوفيتي
في شباط 1956، استنكر الزعيم السوفيتي نيكيتا خروتشوف عبادة الشخصية المحيطة بسلفه جوزيف ستالين وأدان الجرائم التي ارتكبت خلال التطهير الكبير. إذ ألقى خروتشوف خطابه الذي استمر أربع ساعات، «حول عبادة الشخصية ونتائجها»، وأدان نظام ستالين. ويرى المؤرخ روبرت دانيلز أن «الستالينية الجديدة سادت سياسيًا لأكثر من ربع قرن بعد أن ترك ستالين نفسه المشهد».

في أعقاب الفهم التروتسكي لسياسات ستالين باعتبارها انحرافاً عن مسار الماركسية اللينينية، وصف جورج نوفاك سياسات خروتشوف بأنها تسترشد بـ «الخط الستاليني الجديد»، ومبدأه هو أن «القوى الاشتراكية يمكنها التغلب على كل معارضة حتى في الإمبريالية المركزية، ليس بقوة الطبقية الداخلية، بل بالقوة الخارجية للمثال السوفيتي»، موضحة على هذا النحو:
جُعلت ابتكارات خروتشوف في المؤتمر العشرين العقيدة الرسمية لممارسات ستالين التحريفية، مثل أن البرنامج الجديد يتجاهل المفهوم اللينيني للإمبريالية وسياساتها الثورية النضالية الطبقية.
هذا وقد وصف البث الأمريكي إلى أوروبا خلال أواخر الخمسينيات الصراع السياسي بين «الستالينيين القدامى» و«الستالينيين الجديد خروتشوف».
في شهر تشرين الأول 1964، حل ليونيد بريجنيف محل خروتشوف، الذي ظل في منصبه حتى وفاته في نوفمبر 1982. وخلال فترة حكمه، أُلغي التشديد على جدالات ستالين. يربط أندريس ليابيا هذا بـ «نفي العديد من المنشقين، وخاصة ألكسندر سولجينتسين»، على الرغم من أن ليابيا كتب أن «إعادة تأهيل نظام ستالين سارت جنبًا إلى جنب مع إنشاء عبادة شخصية حول بريجنيف». إذ يصف عالم الاجتماع السياسي فيكتور زاسلافسكي فترة بريجنيف بأنها واحدة من «التسويات الستالينية الجديدة» حيث جرى الاحتفاظ بأساسيات الجو السياسي المرتبط بستالين لكن من دون عبادة الشخصية. ووفقًا لألكسندر دوبتشيك، فقد «بشّر ظهور نظام بريجنيف بظهور الستالينية الجديدة، وكانت الإجراءات المتخذة ضد تشيكوسلوفاكيا في عام 1968 بمثابة التوحيد النهائي للقوات الستالينية الجديدة في الاتحاد السوفيتي وبولندا والمجر وبلدان أخرى».
كما وصف بريجنيف الخط السياسي الصيني بأنه «ستاليني جديد». ووصف العالم السياسي الأمريكي سيورين بيالر السياسة السوفيتية بأنها تحول نحو الستالينية الجديدة بعد وفاة بريجنيف.
بعد أن تولى ميخائيل جورباتشوف زمام الأمور في آذار 1985، قدم سياسة الغلاسنوست في المناقشات العامة من أجل تحرير النظام السوفيتي. في غضون ست سنوات، انهار الاتحاد السوفيتي.  ومع ذلك، اعترف جورباتشوف في عام 2000 بأننا «نعاني الآن نفس المشكلة في روسيا، وإنه ليس من السهل التخلي عن الميراث الذي تلقيناه من الستالينية والستالينية الجديدة، عندما تحول الناس إلى تروس في العجلة، واتخذ من هم في السلطة جميع القرارات نيابة عنهم». إذ وصفت بعض المصادر الغربية سياسات جورباتشوف المحلية بأنها ستالينية جديدة.

## روسيا ما بعد الاتحاد السوفيتي
في عام 2016، قال عالم السياسة توماس شيرلوك إن روسيا تراجعت إلى حد ما عن سياساتها الستالينية الجديدة:
الكرملين غير راغب في تطوير وفرض الروايات التاريخية للمجتمع التي تروج للشوفينية والقومية المفرطة وإعادة الستالينية.  على الرغم من أن مثل هذه الأجندة تحظى ببعض الدعم بين النخب الحالية وفي المجتمع، إلا أنها تظل تابعة.  [...] بدلاً من ذلك، يقوم النظام الآن بتقديم الدعم إلى [...] تقييم نقدي للعصر السوفيتي، بما في ذلك الستالينية.

إذ يخدم هذا النقد الناشئ للماضي السوفييتي عددًا من الأهداف المهمة للقيادة، بما في ذلك إعادة التعامل مع الغرب. ولهذه الغاية، وافق الكرملين مؤخرًا على كتب التاريخ المدرسية الجديدة التي تنتقد الماضي السوفيتي بالإضافة إلى برنامج مهم لإحياء ذكرى ضحايا القمع السوفيتي.

### الرأي العام
اعتبارًا من عام 2008، كان أكثر من نصف الروس ينظرون إلى ستالين بشكل إيجابي ويؤيد الكثيرون استعادة آثاره إما التي فككها القادة أو دمرها الشغب الروس في أثناء تفكك الاتحاد السوفيتي عام 1991. ووفقًا لمركز اقتراع ليفادا، تضاعفت علامات شعبية ستالين ثلاث مرات بين الروس في العشرين عامًا الماضية، وتسارع هذا الاتجاه منذ وصول فلاديمير بوتين إلى السلطة.
وفي نيسان 2019، كشف استطلاع أجراه مركز ليفادا أن أكثر من 50٪ من الروس ينظرون إلى ستالين نظرة إيجابية،[بحاجة لمصدر] وهي أعلى نسبة سُجّلت على الإطلاق. وفقًا لأندرو أوزبورن، فإن تماثيل ستالين «بدأت في الظهور مرة أخرى» وافتتح متحف على شرفه في فولغوغراد (ستالينجراد السابقة). إذ نقل ستيف جوترمان من وكالة أسوشيتيد برس عن فلاديمير لافروف (نائب مدير معهد موسكو للتاريخ الروسي) قوله إن حوالي عشرة تماثيل لستالين قد جرى ترميمها أو نصبها في روسيا في السنوات الأخيرة. في كانون الأول 2013، وصف بوتين ستالين بأنه ليس أسوأ من الدكتاتور العسكري الإنجليزي «الماكر» في القرن السابع عشر أوليفر كرومويل.

### التعليم المدرسي
في حزيران 2007، نظم الرئيس الروسي فلاديمير بوتين مؤتمرًا لمعلمي التاريخ للترويج لكتيب لمعلمي المدارس الثانوية بعنوان A Modern History of Russia: 1945-2006: A Manual for History Teachers، والذي طبقًا لمديرة مكتب منظمة حقوق الإنسان ايرينا فليج يصور ستالين كزعيم قاسٍ ولكنه ناجح «تصرف بعقلانية». إذ تدعي أن ذلك يبرر إرهاب ستالين بأنه «أداة للتنمية». وقال بوتين في المؤتمر إن الدليل الجديد «سيساعد في غرس شعور الشباب بالفخر بروسيا»، وجادل بأن عمليات التطهير التي قام بها ستالين تتضاءل مقارنة بالقصف الذري على هيروشيما وناجازاكي. وفي نصب تذكاري لضحايا ستالين، قال بوتين إنه بينما يتعين على الروس «إبقاء ذكرى مآسي الماضي حية، يجب أن نركز على كل ما هو أفضل في البلاد». إذ تتمثل السياسة الرسمية للاتحاد الروسي في أن للمدرسين والمدارس الحرية في اختيار كتب التاريخ المدرسية من قائمة الكتب المقبولة، والتي تتضمن ما مجموعه ثمانية وأربعين كتابًا مدرسيًا عن التاريخ لمدرسة ابتدائية وأربعة وعشرين كتابًا تاريخيًا لمؤلفين مختلفين للمدرسة الثانوية. في أيلول 2009، أعلنت وزارة التعليم في روسيا أن كتاب ألكسندر سولجينتسين «أرخبيل غولاغ»، وهو كتاب حُظر في السابق في الاتحاد السوفيتي بسبب الوصف التفصيلي لنظام معسكرات الاعتقال، أصبح مطلوبًا لطلاب المدارس الثانوية الروسية. قبل ذلك، درس الطلاب الروس قصة ماتريونين دفور القصيرة لسولجينتسين وروايته «يوم واحد في حياة إيفان دينيسوفيتش»، وهي سرد ليوم واحد في حياة سجين في معسكر الجولاج.